# محمدحسین فیاض
محمدحسین فیاض (زاده ۱۳۴۹ ولسوالی مالستان ولایت غزنی) نویسنده، روحانی و شاعر هزاره اهل افغانستان است.

## زندگی‌نامه
محمدحسین فیاض زاده ۱۳۴۹ از ولسوالی مالستان ولایت غزنی افغانستان است. وی تحصیلات ابتدایی خود را در مدارس مناطق زادگاه خویش فرا گرفت و در سال ۱۳۷۰ با افزایش جنگ‌های داخلی به مشهد ایران مهاجرت کرد. در زمان مهاجرت او توانست کارشناسی ارشد/ماستری تاریخ اسلام را بدست بیاورد. وی همزمان با تحصیل به عضویت انجمن شاعران انقلاب اسلامی افغانستان را نیز کسب کرد.

## آثار
وی در سال ۱۳۷۲ به کابل بازگشت و کتاب زیر آسمان کابل و در زمستان سال ۱۳۷۳ کتاب سنگر شیخ‌تراغ که در موضوع خاطرات جهاد بود را نوشت. وی در سال ۱۳۸۷ مجموعه شعر گنجشک تبعیدی را منتشر کرد.
کتابهای تحقیقی و مجموعه‌های شعری ذیل نیز از آثار اوست:
شعر امروز غزنی،
کشتهٔ تدریجی،
یک‌کلکین و صد گنجشک،
آسیب‌شناسی روابط شیعیان افغانستان،
اینجا کویته است،
فریاد روشنایی،
تاریخ و مردم مالستان،
زندگی تحلیلی حضرت زهرا (س)